# Ruine Tierlisberg
Die Ruine Tierlisberg, auch Thierlisberg geschrieben, auf der Landeskarte nur als Burg bezeichnet, ist die Ruine einer mittelalterlichen Höhenburg östlich von Kollbrunn im Kanton Zürich in der Schweiz. Es sind wenige Mauerresten sichtbar.

## Lage
Die Ruine befindet sich im Tösstal auf einer Höhe von 622 m ü. M. an der orografisch rechten Talseite. Sie steht auf dem äussersten Vorsprung des Tierlisberg, der gegen Westen steil in das Bäntal abfällt und südlich an das Rutzentobel grenzt. Ungefähr 400 m südlich von der Ruine befindet sich die Ruine Liebenberg. Der Wanderweg von Kollbrunn nach Oberlangenhard führt an der Ruine vorbei. Ab dem Bahnhof Kollbrunn ist der Tierlisberg in ungefähr 25 Minuten zu Fuss zu erreichen.

## Geschichte
Die Burg dürfte ursprünglich nicht Tierlisberg genannt worden sein, sondern auch Liebenberg wie die weiter südlich liegende Ruine. Nach einer Urkunde von 1244 schenkte der Graf von Kyburg zwei Burgen mit dem Namen Liebenberg an den Bischof von Strassburg. Ein Zweig der Schenk von Liebenberg dürfte die Burg bereits im 12. Jh. gegründet haben. Ab der zweiten Hälfte des 13. Jh. schienen die Burgherren Liebenberg aufgegeben zu haben und in die Kyburg abgewandert zu sein.
Die zur Burg gehörenden Güter sind wahrscheinlich an die untere Burg gefallen. Sie gehörte den Herren von Breitlandenberg, bei denen Leibeigene mit dem Namen Türrlisberg genannt werden. Auch im 15. Jh. wird noch ein Hof Tierlisberg genannt, der zur Herrschaft von Liebenberg. In der von Johannes Stumpf in der Mitte des 16. Jh. geschriebenen Chronik wird Tierlisberg nur noch als Burgstall erwähnt.

## Bauwerk
Auf der West- und Südseite ist die Burg durch steil abfallende Hänge geschützt, auf der Ostseite durch einen breiten Halsgraben, durch den heute der Wanderweg führt. Nördlich der Ruine gibt es eine Geländeterrasse, die eventuell als Weidefläche oder als Standort von Ökonomiegebäude gedient haben könnte. Die Fläche der ehemaligen Burg ist etwa 40 × 16 m gross und in zwei Teile geteilt: Der obere höher gelegene Teil dürfte die Kernburg aufgenommen haben, der tiefer gelegene Teil eine als Vorburg dienende Unterburg. Im höheren Teil sind noch wenige stark bewachsene Mauerresten auszumachen.